# Malusid

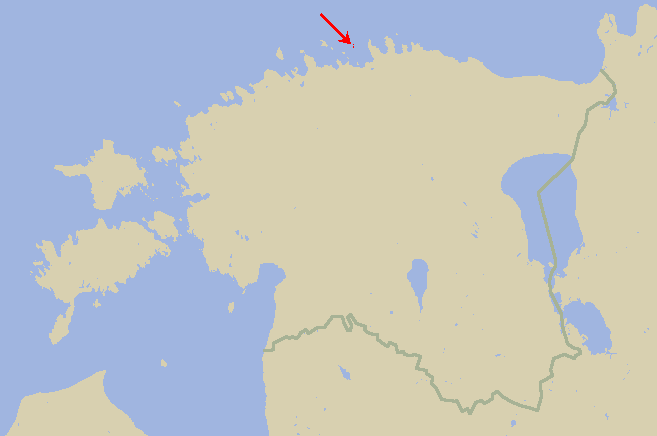
Skupina ostrovů Malusi na mapě Estonska

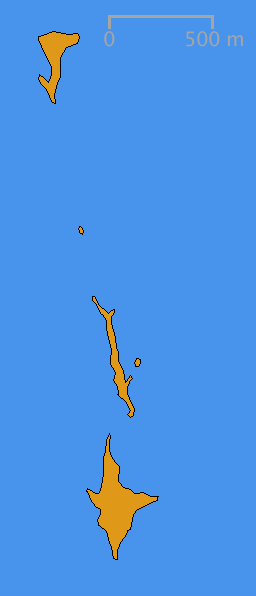
Poloha ostrůvků Malusi

Malusid nebo Malusi saared (tzn. ostrovy Malusi) je jméno skupiny estonských ostrovů v Baltském moři.
Malusid územně patří k obci Jõelähtme. Jsou to tři ostrůvky a dvě štěrkopískové výspy o celkové rozloze přibližně 12 ha, nacházející se na otevřeném severním okraji Kolžského zálivu, přibližně v polovině mezi Jumindským poloostrovem a ostrovem Rammu. 
Ostrovy Malusi jsou rozloženy v severojižním směru. Nejjižnějším a zároveň největším ostrůvkem je Lõuna-Malusi, nejsevernějším a druhým největším Põhja-Malusi, ležící přibližně o 2 km severněji. Přibližně ve třetinové vzdálenosti od Lõuna- k Põhja-Malusi se nachází Vahekari. Obě bezejmenné výspy leží v blízkosti Vahekari, jedna při jeho východním pobřeží, druhá asi 300 m na sever od jeho severního výběžku.
Podrobnosti o jednotlivých ostrovech jsou pojednány v samostatných článcích.